# Bulbophyllum spissum
Bulbophyllum spissum är en orkidéart som beskrevs av Jaap J. Vermeulen. Bulbophyllum spissum ingår i släktet Bulbophyllum och familjen orkidéer. Inga underarter finns listade i Catalogue of Life.